# Batouse
La Batouse est une expression d'argot pour vendre de la toile, le plus souvent sur la voie publique, en s'efforçant de créer dans l'esprit de la clientèle une confusion entre le prix au mètre et le prix total de la pièce (procédé illégal).
Sur Alexandre Breffort, qui participa à une telle scène de boniment, René Lefèvre (deux journalistes du Canard enchaîné) affirmera "La fin était une sorte d'avertissement solennel, capable d'émouvoir un pavé. Cette péroraison flétrissait la sordide avarice qui pousse les gens trop économes à négliger la bonne couverture préservatrice des rigueurs de l'hiver. En voici les derniers mots, lancés d'une voix lugubre sur l'auditoire déjà frissonnant : '…et c'est la rue, l'hôpital et la mort !'. in Alexandre Breffort par Roland Bacri et ses amis. Seghers. 1976.